# Aphalara calthae
Aphalara calthae är en insektsart som först beskrevs av Linnt 1761.  Aphalara calthae ingår i släktet Aphalara och familjen rundbladloppor. Arten är reproducerande i Sverige. Inga underarter finns listade i Catalogue of Life.